# Azewijn

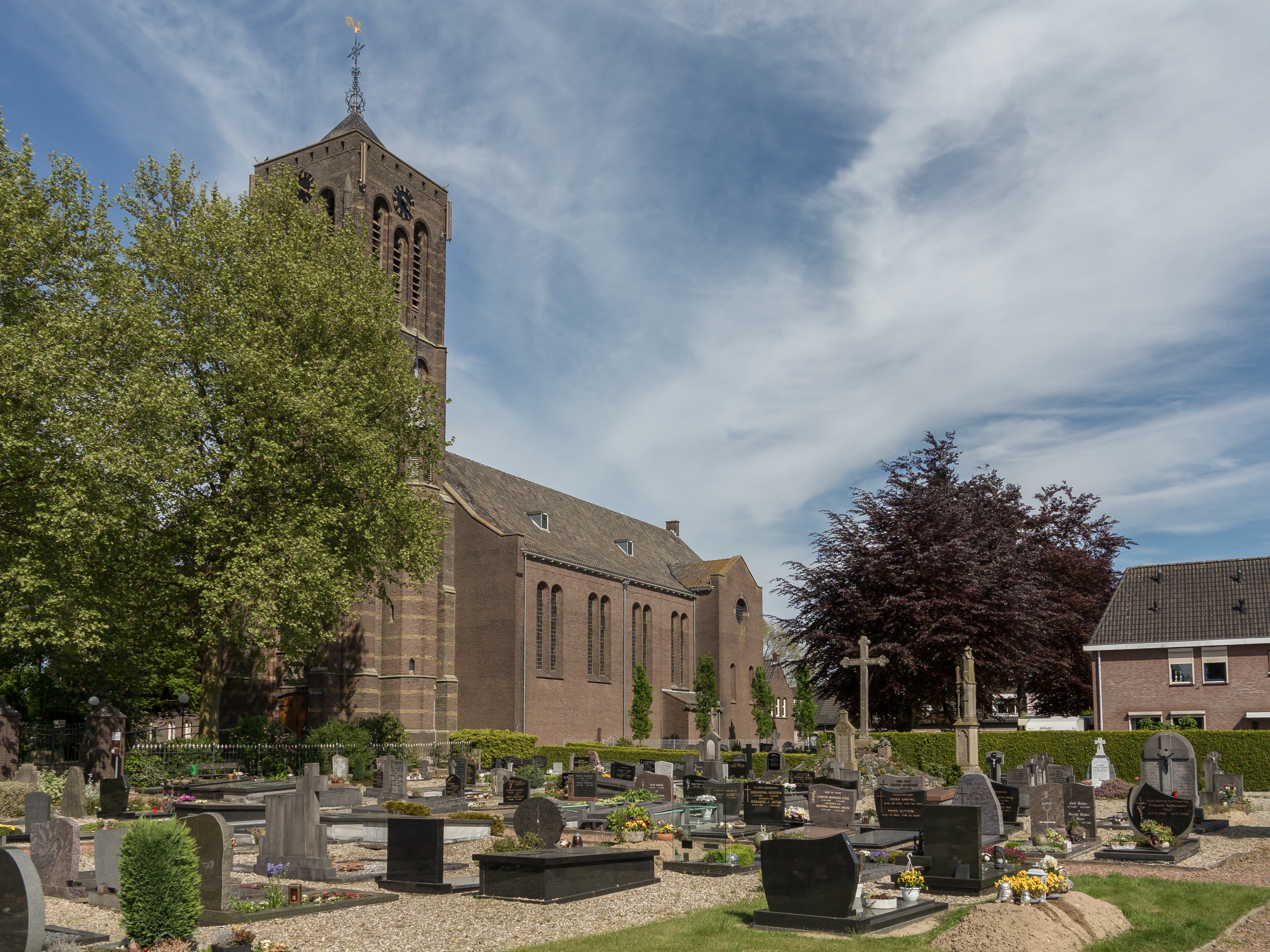
Église: de Mattheüskerk

Azewijn est un village situé dans la commune néerlandaise de Montferland, dans la province de Gueldre. Le village compte environ 800 habitants.